# Anete Sietiņa
Anete Sietiņa, z d. Kociņa (ur. 5 lutego 1996 w Limbaži) – łotewska lekkoatletka specjalizująca się w rzucie oszczepem.
W 2013 roku wywalczyła brązowy medal mistrzostw świata juniorów młodszych. Srebrna medalistka juniorskich mistrzostw Europy (2015). Dwa lata później zdobyła w Bydgoszczy srebro młodzieżowych mistrzostw Europy.
Rekord życiowy: 64,47 (16 lipca 2017, Bydgoszcz).

## Osiągnięcia
| Rok  | Impreza                                  | Miejsce    | Pozycja           | Wynik |
| ---- | ---------------------------------------- | ---------- | ----------------- | ----- |
| 2013 | Mistrzostwa świata juniorów młodszych    | Donieck    | 3. miejsce        | 54,26 |
| 2014 | Mistrzostwa świata juniorów              | Eugene     | el. – 22. miejsce | 47,86 |
| 2015 | Mistrzostwa Europy juniorów              | Eskilstuna | 2. miejsce        | 58,88 |
| 2017 | Młodzieżowe mistrzostwa Europy           | Bydgoszcz  | 2. miejsce        | 64,47 |
| 2017 | Mistrzostwa świata                       | Londyn     | el. – 13. miejsce | 62,26 |
| 2017 | Uniwersjada                              | Tajpej     | 6. miejsce        | 58,49 |
| 2018 | Mistrzostwa Europy                       | Berlin     | el. – 17. miejsce | 57,48 |
| 2019 | Mistrzostwa świata                       | Doha       | el. – 24. miejsce | 56,70 |
| 2021 | Igrzyska olimpijskie                     | Tokio      | el. – 22. miejsce | 58,84 |
| 2023 | Puchar Europy w rzutach                  | Leiria     | 8. miejsce        | 50,98 |
| 2023 | Mistrzostwa świata                       | Budapeszt  | 4. miejsce        | 63,18 |
| 2024 | Mistrzostwa Europy                       | Rzym       | 7. miejsce        | 59,34 |
| 2024 | Igrzyska olimpijskie                     | Paryż      | el. – 15. miejsce | 60,47 |
| 2025 | II dywizja drużynowych mistrzostw Europy | Maribor    | 4. miejsce        | 61,36 |